# 2619 Skalnaté Pleso
2619 Skalnaté Pleso este un asteroid din centura principală, descoperit pe 25 iunie 1979, de Eleanor Helin și Schelte Bus.